# SystemRescue
SystemRescue, bis 2020 SystemRescueCd (vom Englischen für System-Rettungs-CD), ist eine auf Arch Linux basierende Linux-Distribution, die sich als Live-System direkt z. B. von einem USB-Stick, über das Netzwerk mittels PXE oder, so ein entsprechendes CD-ROM-Laufwerk vorhanden ist, von einer CD starten lässt. Sie wurde als kleines Rettungssystem entworfen (startfähiges Notfallsystem), um ein nicht mehr startbares Betriebssystem zu reparieren und Daten wiederherzustellen.

## Funktionsumfang
Das in Frankreich gestartete Projekt SystemRescue beinhaltet eine Reihe nützlicher Systemtools (siehe unten) und Basisanwendungen (Browser, Editor, Midnight Commander, Netzwerktools). Zusätzlich zur Konsole ist auch ein X Window System mit dem Fenstermanager Xfce4 (bis Version 1.1.7 JWM, davor GNU Window Maker) verfügbar.
Die Distribution bietet einfache Möglichkeiten, um Administrationsaufgaben wie zum Beispiel das Erstellen oder Ändern von Partitionen vorzunehmen. So werden viele Systemprogramme und einfache Werkzeuge mitgeliefert. Außerdem werden die wichtigsten Dateisysteme (ext2/ext3/ext4, Btrfs, ReiserFS, Reiser4, XFS, JFS, VFAT, NTFS, iso9660) und Netzwerksysteme (Samba, NFS) unterstützt.
Bis Version 5 basierte SystemRescue auf Gentoo Linux, seit Version 6.0 wird Arch Linux als Basis und systemd als init-Prozess verwendet. Für 32-Bit-x86-Systeme (i686) steht Version 9.03 vom Mai 2022 zur Verfügung; neuere Versionen werden nur noch für x86-64-CPUs angeboten.

### Einige enthaltene Tools
- GNU Parted: Erstellen und Bearbeiten von Partitionen und Dateisystemen (mit grafischer Oberfläche GParted)
- Clonezilla/Partimage: Speichern und Wiederherstellen von Partitionsimages
- Dateisystemtools (e2fsprogs, reiserfsprogs, reiser4progs, xfsprogs, jfsutils, ntfsprogs, dosfstools): Formatieren, Größenänderung und Debuggen existierender Partitionen
- Memtest86+: Testen des Arbeitsspeichers
- NTFS-3G: Schreib-/Lesezugriff auf Windows-NTFS-Partitionen; seit Version 9.0 (veröffentlicht im Januar 2022) ist zusätzlich der im Linux-Kernel seit 5.15 integrierte Treiber ntfs3[8] nutzbar.[3]
- nwipe: Unwiderrufliches Löschen beschreibbarer Datenträger
- sfdisk: Speichern und Wiederherstellen der Partitionstabelle
- Smartmontools: Anzeigen der Selbstüberwachungsdaten von SSDs/HDDs
- TestDisk: Testen und „Löschen rückgängig machen“ von Partitionen
- Netzwerktools (Samba, NFS, ping, nslookup …)[9][10][11][12]